# Anapa

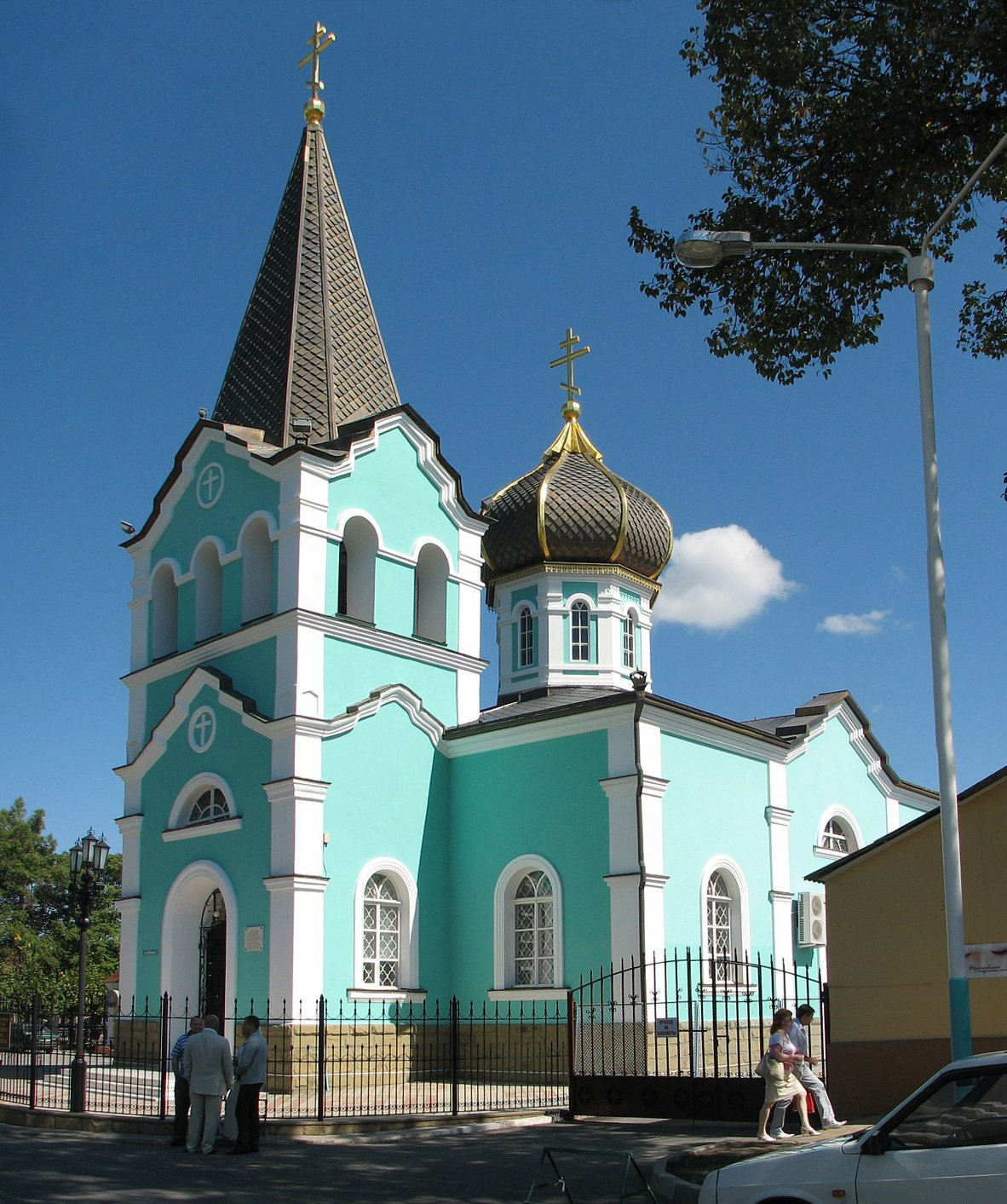
Sankt Onufrius-kyrkan i Anapa.

Anapa (ryska: Ана́па) är en stad och semesterort i Krasnodar kraj i Ryssland. Anapa ligger vid Svarta havet, omkring 130 kilometer väster om staden Krasnodar. Folkmängden uppgick till 70 453 invånare i början av 2015, med totalt 175 210 invånare inklusive en del omgivande orter och landsbygd som administreras av staden.